# Optoma
Optoma (кит. трад. 奧圖碼; 奥图码) — британский бренд проекторов, основанный в 2002 году. Принадлежит тайваньской компании Coretronic. Основной продукцией бренда являются проекторы и оборудование для цифровой обработки изображений.
В 2007 году компания была зарегистрирована на Тайваньской фондовой бирже. В 2011 году бренд Optoma, занимавший 8% мирового рынка проекторов, стал вторым по величине брендом проекторов после Epson.
За 2007—2011 годы компания Optoma продала наибольшее количество проекторов с цифровой обработкой света на международном рынке.

## История
Компания Zhihong Technology (кит. 志紅科技) была создана в 2002 году как дочернее подразделение тайваньской компании по производству электротехники Coretronic. Телли Куо позже стал генеральным менеджером компании и переименовал её в Optoma (кит. 奧圖碼).
В 2006 году компания Optoma продала более 600000 проекторов. В том же году были проданы проекторы с разрешениями 720p и 1080p.
12 июля 2007 года компания Optoma Technology провела первичное публичное размещение акций на Тайваньской фондовой бирже. На тот момент оплаченный капитал компании Optoma составлял 609 миллионов тайваньских долларов, а компания Coretronic владела 52,74% акций компании Optoma.
В 2011 году доля компании Optoma на мировом рынке составляла 8%. Существует две спецификации проекторов: проектор с жидкокристаллическим дисплеем, производимый компанией Epson, и проектор с цифровой обработкой света, где используются чипсеты Texas Instruments, производимые компанией Optoma. К 2007 году компания Optoma получила 20% тайваньской доли DLP-проекторов, а в конце того же года она начала продавать DLP-проекторы, предназначенные для малых и средних предприятий. В 2007—2011 годах компания Optoma продала наибольшее количество DLP-проекторов на международном рынке.

## Продукция
Основной продукцией бренда Optoma являются проекторы и оборудование для цифровой обработки изображений. В 2002 году на конференции SIGUCCS (англ.) учёный Майк Ханикатт писал: «Optoma обычно не считается поставщиком проекторов первого уровня, но характеристики их проекторов сравнимы с более известными брендами по более низкой цене» (англ. Optoma is not generally considered a first-tier vendor of data projectors but the features of their data projectors are comparable to better-known brands at a cheaper price).
В 2014 году Ник Пино из «TechRader» написал в основном негативный отзыв о домашнем проекторе Optoma GT1080, критикуя качество звука и недостаточную адаптивность, при которой было создано 100-дюймовое изображение при перемещении проектора на расстояние пяти футов. Он заключил: «Если вы не отчаянно нуждаетесь в короткофокусном проекторе для этого тёмного игрового логова, то вам лучше потратить свои деньги в другом месте» (англ. Unless you’re in desperate need of a short-throw projector for that pitch-black gaming den, then you’re best served spending your money elsewhere).
Рецензент журнала «Wired» Брендан Нистедт сделал обзор домашнего проектора Optoma UHD60 в 2018 году. Недостатки: проблемы с качеством изображения, вызванные радужным эффектом и эффектом трапецеидальных искажений, а также большой размер проектора, который делал его громоздким. Преимущества: невысокая цена и бесшумный вентилятор.
В смешанном обзоре проектора для домашнего кинотеатра Optoma HD39HDR в 2021 году Ник Вудард из «IGN» написал: «Если вы чисто геймер и не будете использовать проектор ни для чего другого, возможно, имеет смысл сэкономить ещё несколько долларов и подождать, чтобы инвестировать в такой продукт, как BenQ X1300i или Optoma UHD38. Но если вы транслируете столько же, сколько играете, HD39HDR не составляет труда по этой цене. Исключительная яркость, простота настройки и использования, а также исключительное качество изображения HD39HDR легко перевешивают такие проблемы, как качество звука и не впечатляющие возможности подключения» (англ. If you’re purely a gamer that won’t use a projector for anything else, it might make sense to save a few more bucks and wait to invest in a product like the BenQ X1300i or the Optoma UHD38. But if you stream as much as you game, the HD39HDR is a no-brainer at this price. The sheer brightness, ease of setup and use, and exceptional picture quality of the HD39HDR easily outweigh issues like sound quality and unimpressive connections).
В обзоре «PC Mag» за 2024 год М. Дэвид Стоун оценил проектор для домашнего развлечения Optoma UHZ35ST на 3,5 звезды. Он заявил, что это «дорого для того, что он предоставляет» (англ. pricey for what it delivers), отметив, что два продукта от конкурента BenQ обеспечивают лучший звук и разрешение 4K. Преимущества: минимальная задержка ввода и короткое проекционное расстояние.